# Jordi Jofre Arajol
Jordi Jofre Arajol (Barcelona, 3 de noviembre de 1966) es un empresario con amplia experiencia en el sector financiero. Presidente de Talenta, la primera gestora independiente de patrimonio de Cataluña, asesora un volumen superior a los 965 millones de euros. Talenta cuenta con su sede central en Barcelona y oficinas en Palma de Mallorca y Valencia.

## Reseña biográfica
Licenciado en Ciencias Empresariales por ESADE y MBA en Dirección y Administración de Empresas. Ha trabajado para:
- Bank of América (1988-1993) Jefe de Mercado de Capitales y Tesorería de las zonas Cataluña, Levante y Baleares.
- Caixabank (1993-1997). Director del Departamento de Tesorería, Mercado de Capitales y Banca Corporativa y Vicepresidente Ejecutivo de Caixabank Gestión S.G.I.I.C., S.A. e Investing Gestión S.G.I.I.C., S.A., sociedades gestoras de fondos de inversión.
- Fibanc (1997-2004). Director General.
- FERSA Energías Renovables. (2000-2008). Vicepresidente.
- Talenta. (actualidad). Socio fundador y Presidente.

## Otros cargos
- Presidente TALENTA GESTION SOCIEDAD GESTORA INSITITUCIONES DE INVERSION COLECTIVA S.A. Volumen administrado 1700 M€
- Presidente SIROCO CAPITAL S.C.R., sector de las energías renovables.
- Presidente MASTERTECH S.C.R., sector venture capital.
- Presidente MAASTERSPAIN S.C.R , sector private equity
- Consejero de STRANDS, sociedad de software para entidades financieras con sede en USA.
- Consejero de OPTIMUM RE SOCIMI, sociedad inmobiliaria en Barcelona con un volumen total de activos de 75 millones de euros.
- Consejero de NAUTA I y II, sociedades de capital riesgo en el sector de la tecnología con un volumen total de activos 170 millones de euros.
- Consejero de OPTIMUM BERLIN PROPERTY, sociedad inmobiliaria en Berlín con un volumen de activos de 130 millones de euros.
- Consejero de ECCOWOOD, sociedad dedicada al cultivo forestal y explotación forestal, cotizando en la Bolsa de Barcelona, capitalización bursátil: 14 millones de euros.
- Consejero de CHONQING REAL STATE, sociedad de promoción inmobiliaria en China con un volumen de activos de 20 millones de euros.